# Монестье (Тарн)
Монестье́ (фр. Monestiés, окс. Monestièr) — коммуна во Франции, в кантоне Кармо-2 Валле-дю-Серу округа Альби, департамент Тарн, Окситания. Входит в список «Самых красивых деревень Франции».
Код INSEE коммуны — 81170.

## География
Коммуна расположена приблизительно в 540 км к югу от Парижа, в 75 км северо-восточнее Тулузы, в 17 км к северу от Альби.
По территории коммуны протекает река Серу.

### Климат
Климат умеренно-океанический. Зима мягкая и дождливая, лето жаркое с частыми грозами. Ветры довольно редки.

## Население
Население коммуны на 2010 год составляло 1381 человек.
| 1962 | 1968 | 1975 | 1982 | 1990 | 1999 | 2010 |
| ---- | ---- | ---- | ---- | ---- | ---- | ---- |
| 1322 | 1234 | 1222 | 1304 | 1361 | 1385 | 1381 |

## Экономика
В 2007 году среди 778 человек в трудоспособном возрасте (15—64 лет) 529 были экономически активными, 249 — неактивными (показатель активности — 68,0 %, в 1999 году было 63,2 %). Из 529 активных работали 465 человек (242 мужчины и 223 женщины), безработных было 64 (30 мужчин и 34 женщины). Среди 249 неактивных 56 человек были учениками или студентами, 117 — пенсионерами, 76 были неактивными по другим причинам.

## Достопримечательности
- Церковь Св. Петра (XVI век). Исторический памятник с 1979 года.[5]
- Церковь Св. Ипполита. Исторический памятник с 1927 года.[6]
- Замок Сент-Ипполит (XIV век). Исторический памятник с 1999 года.[7]
- Менгир Круа-де-Сальвета (эпоха неолита). Исторический памятник с 1981 года.[8]
- Дом Лаграс, недалеко от укреплённых ворот (XVI век). Исторический памятник с 1971 года.[9]

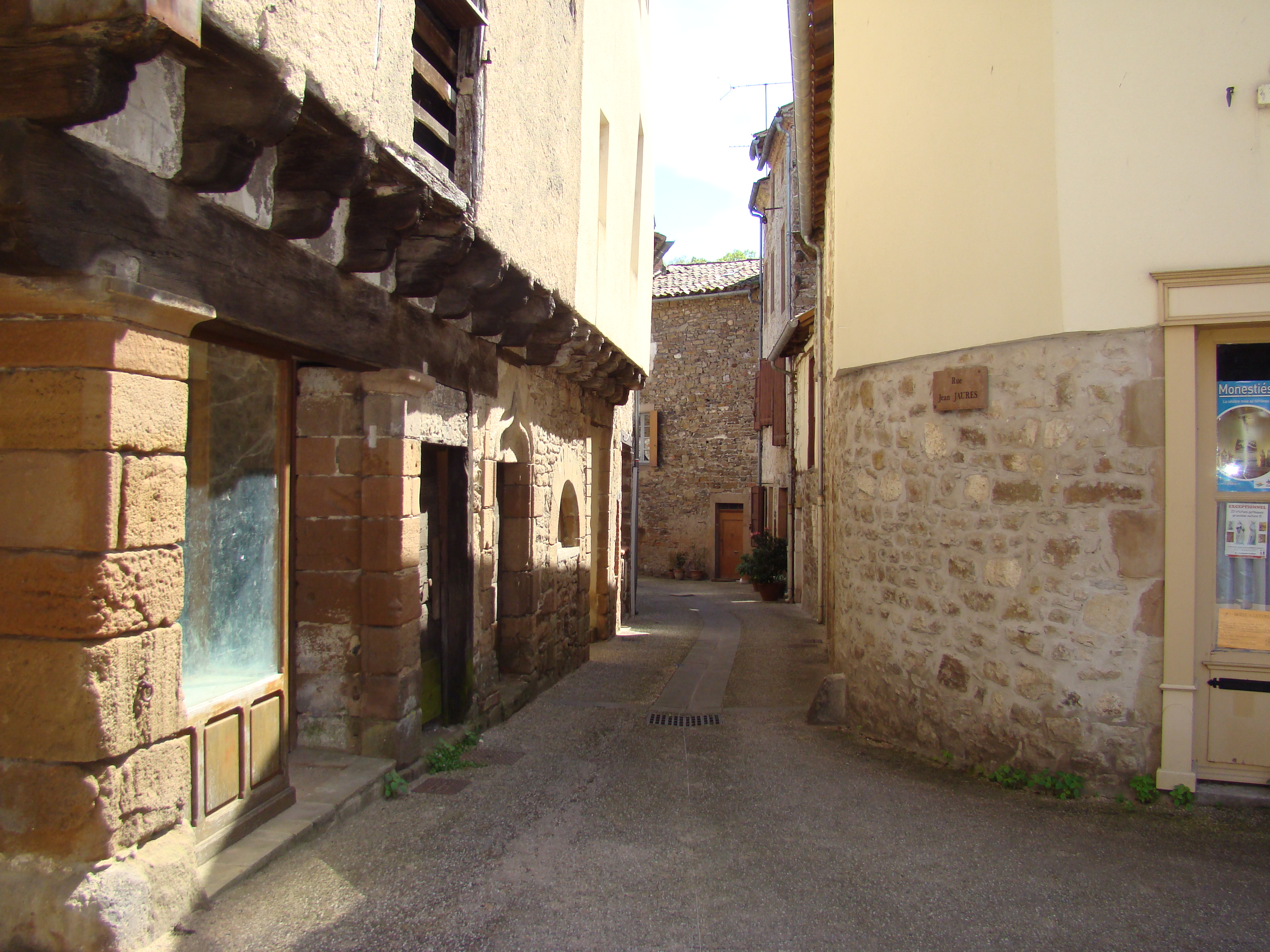
Улица Жан-Жорес
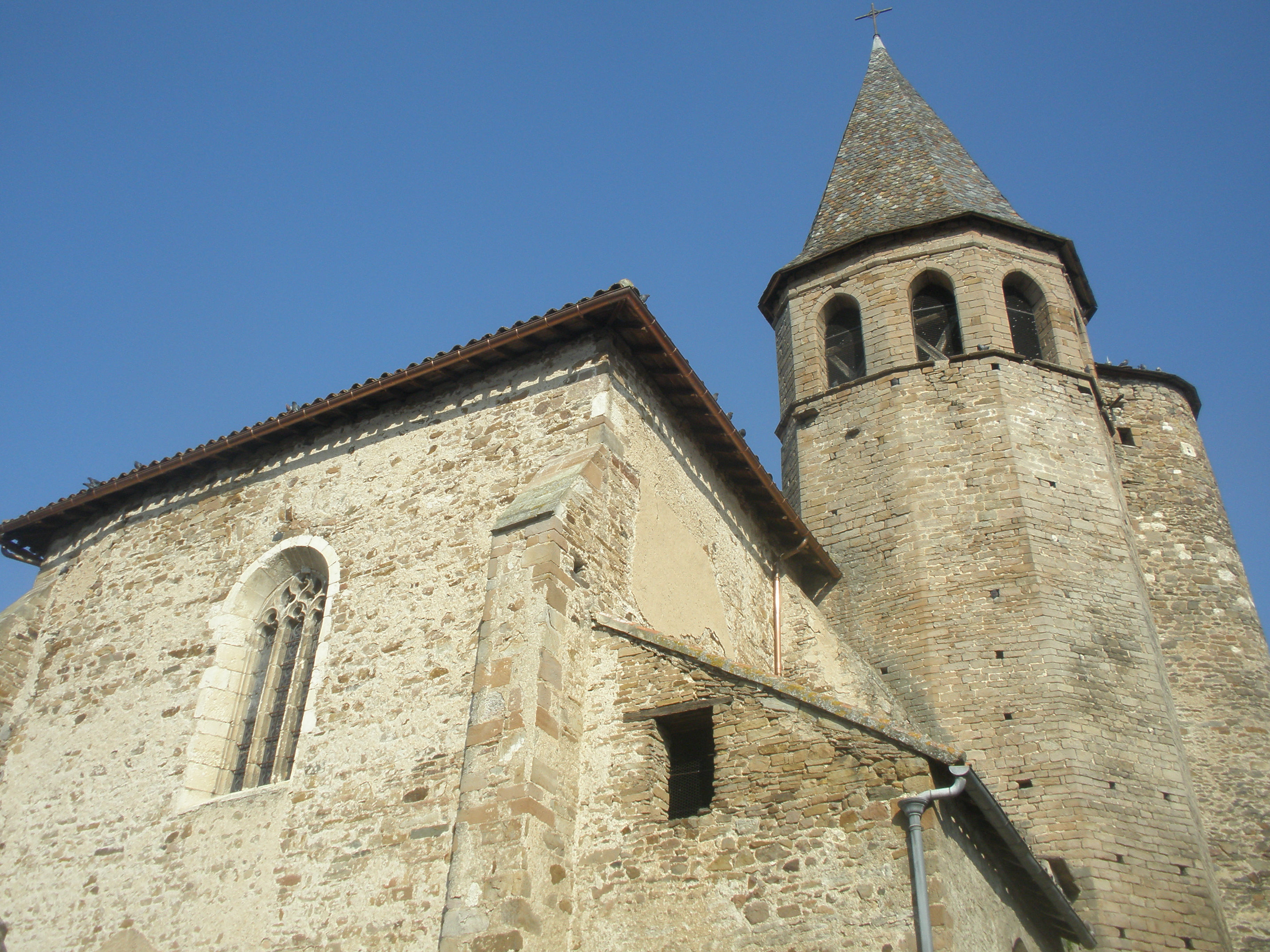
Церковь Св. Петра
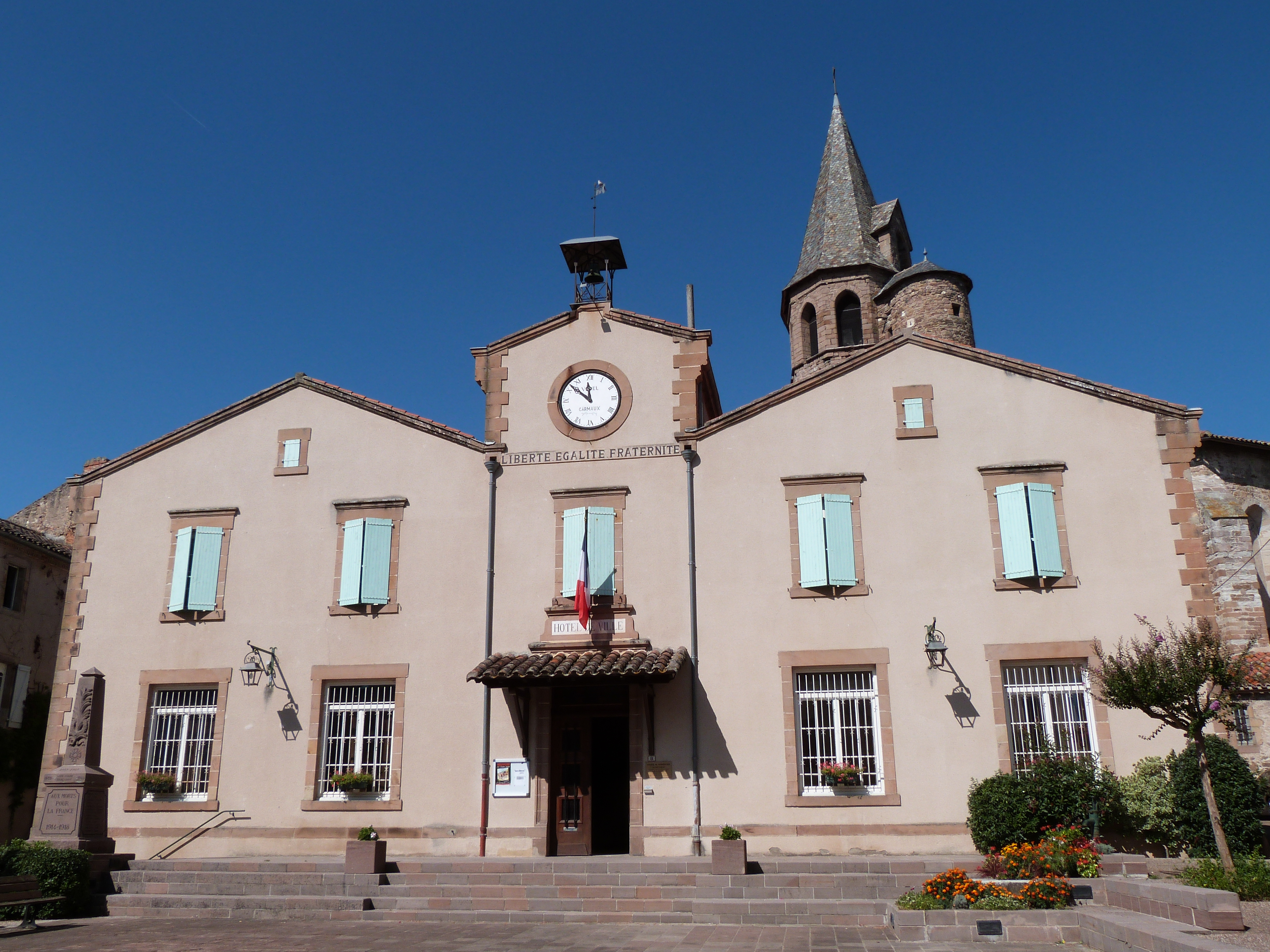
Мэрия
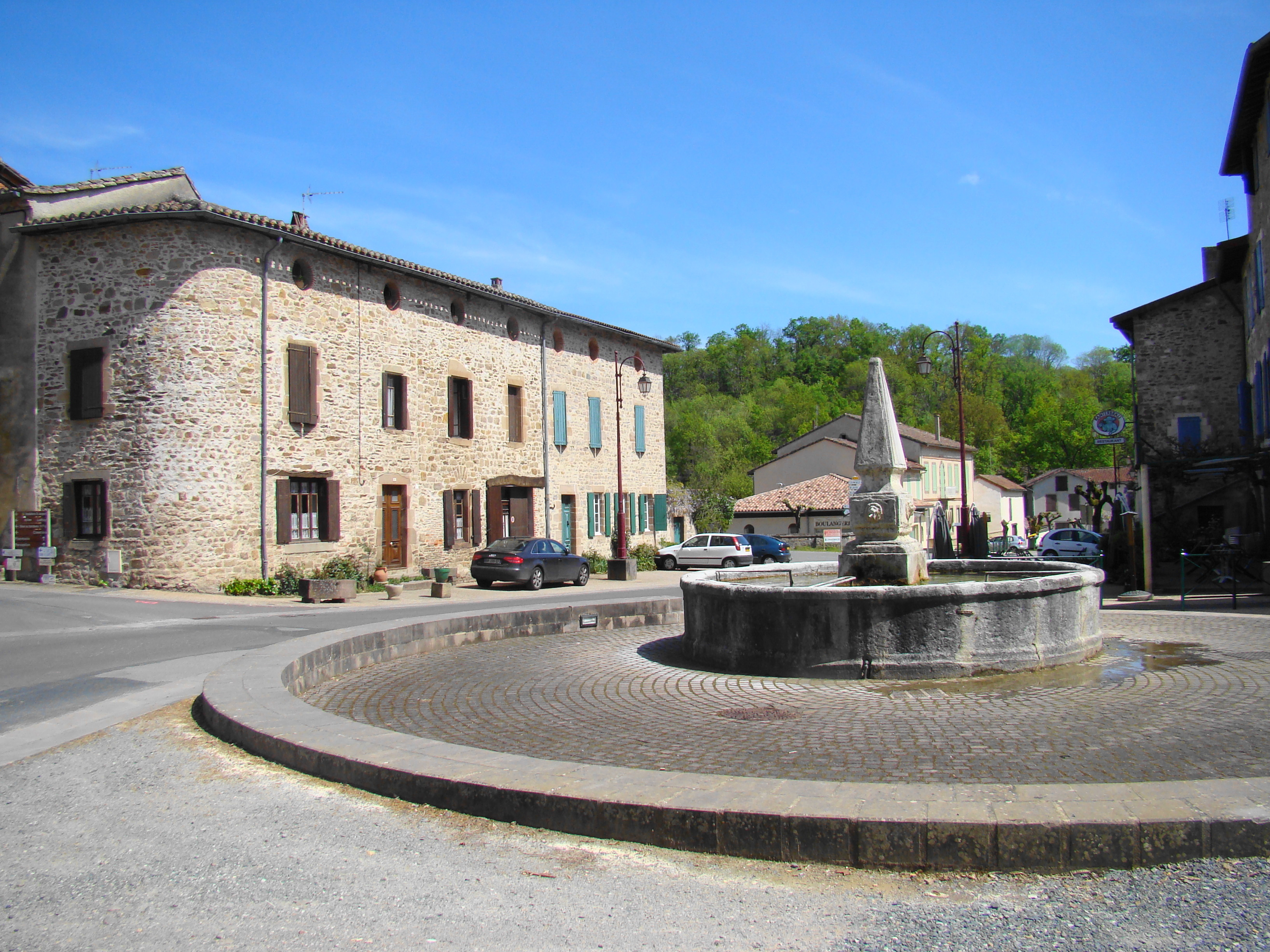
Фонтан Гриффуль
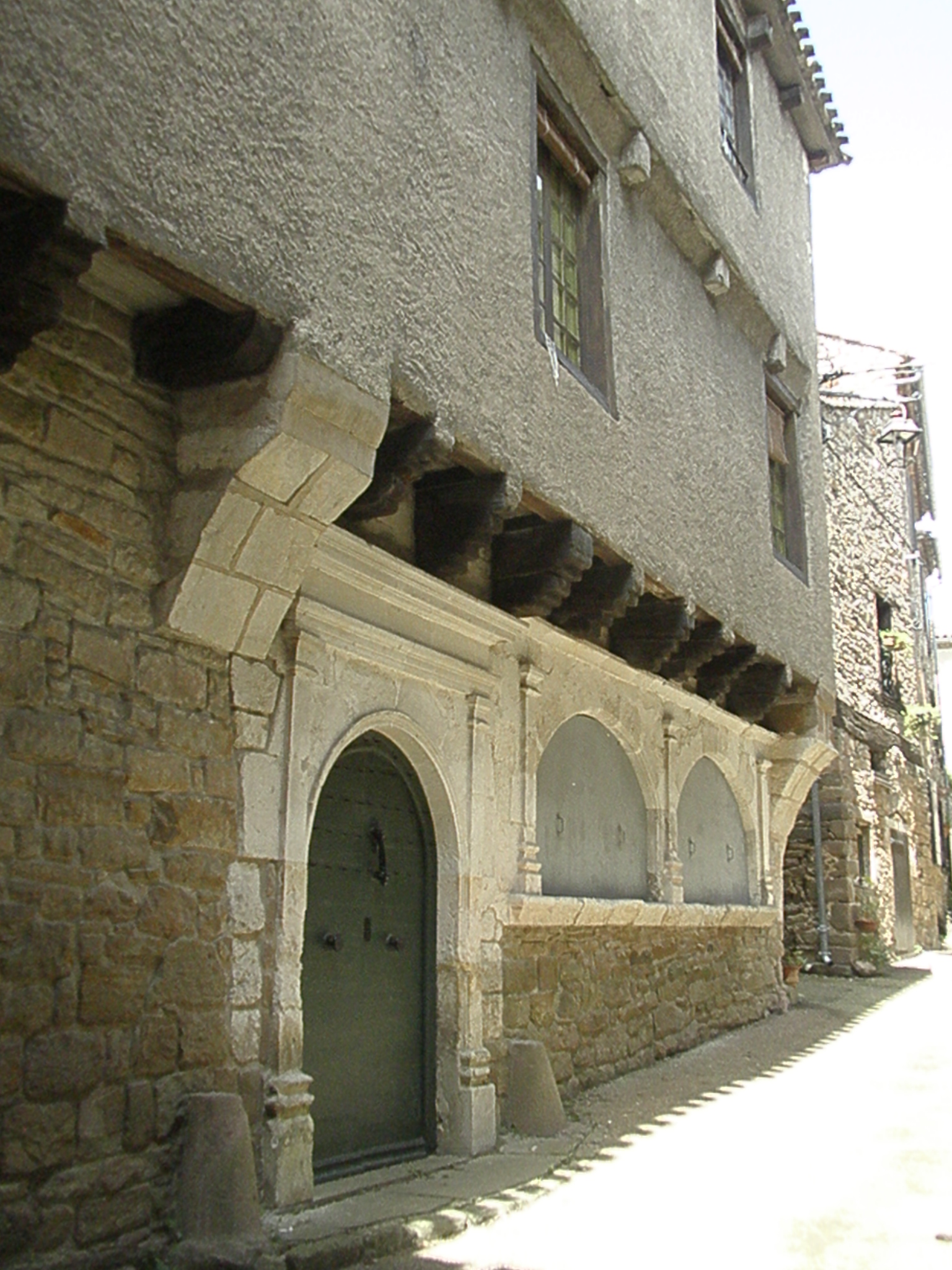
Дом Лаграс
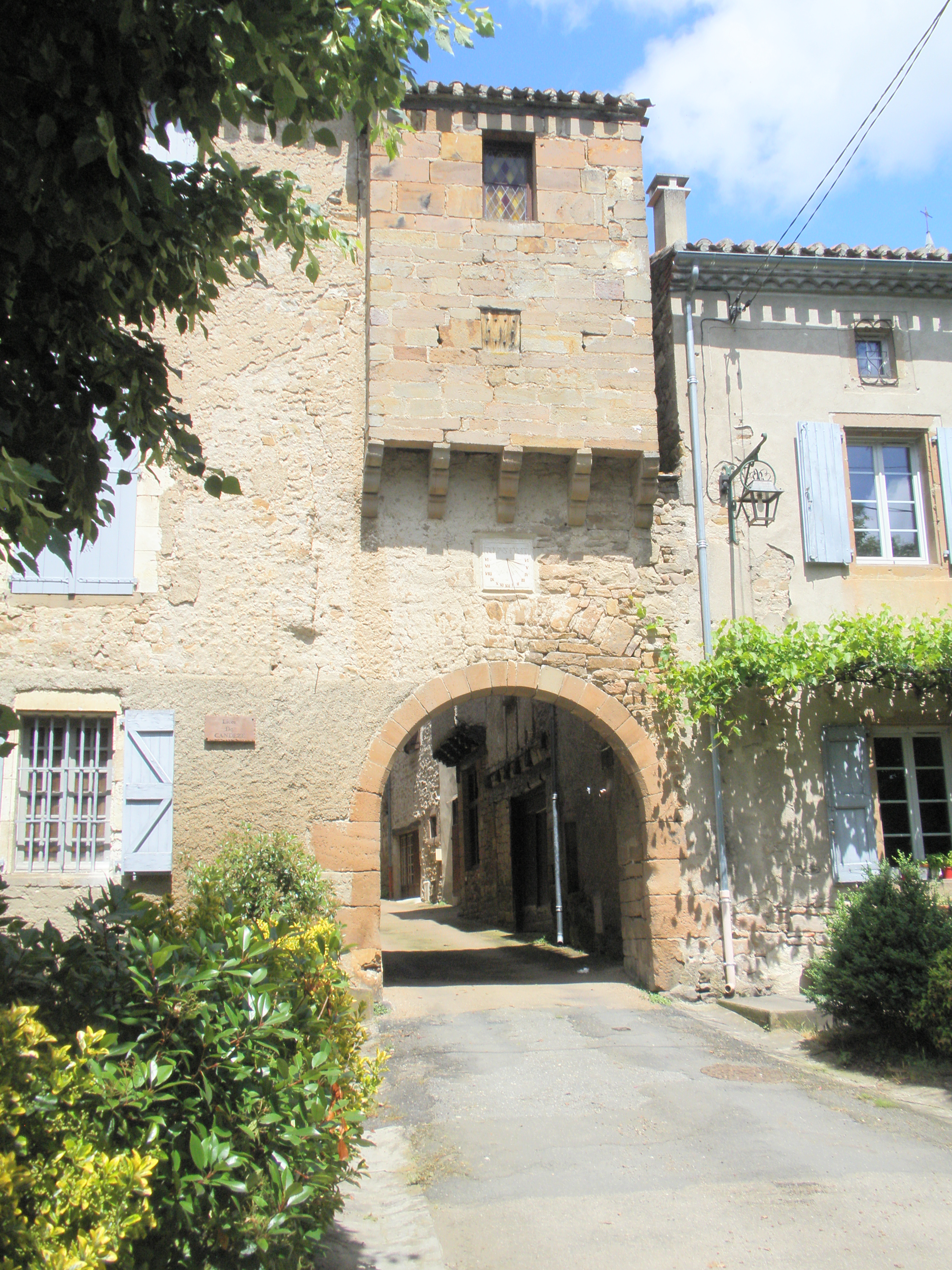
Городские ворота
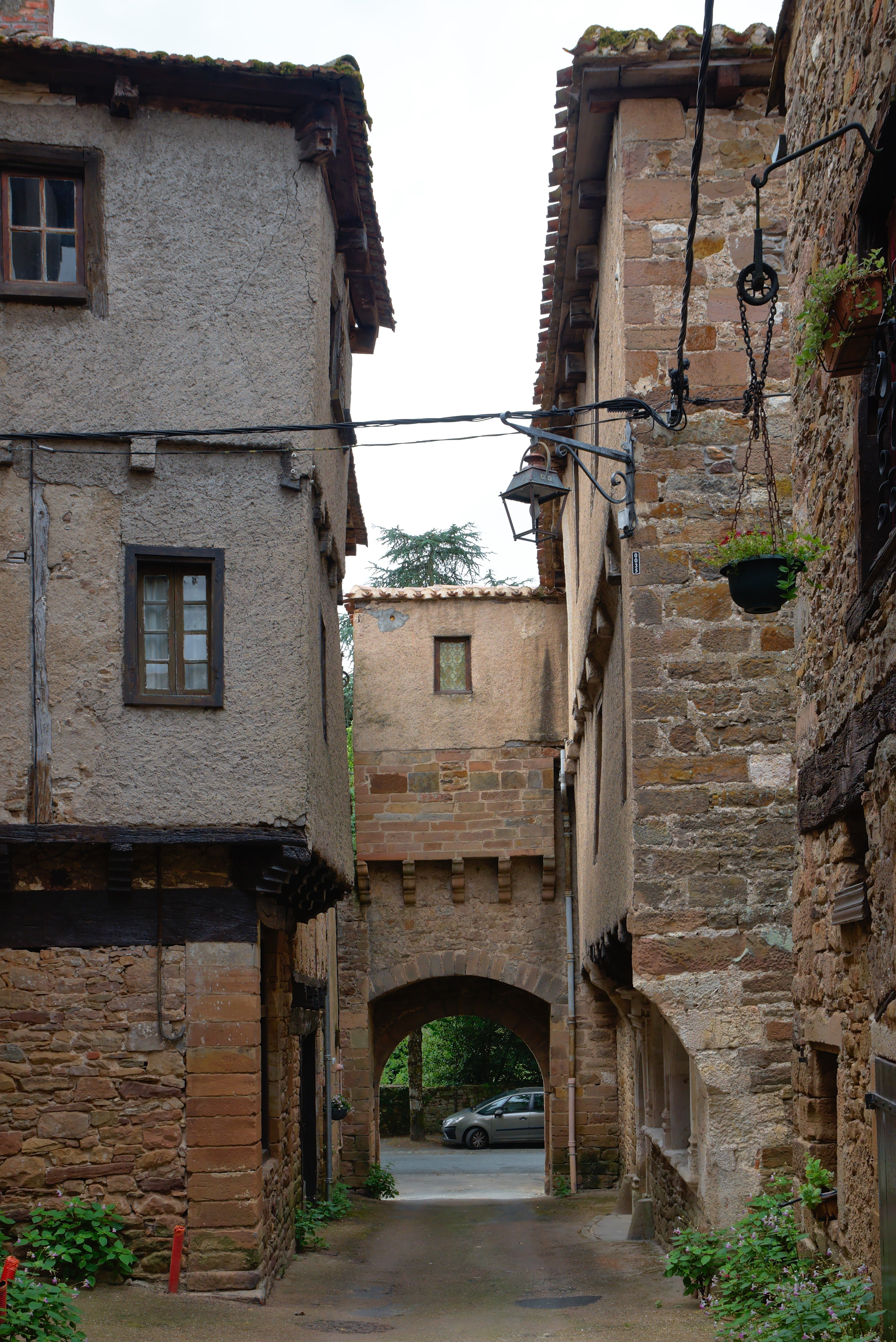
Замковая улица
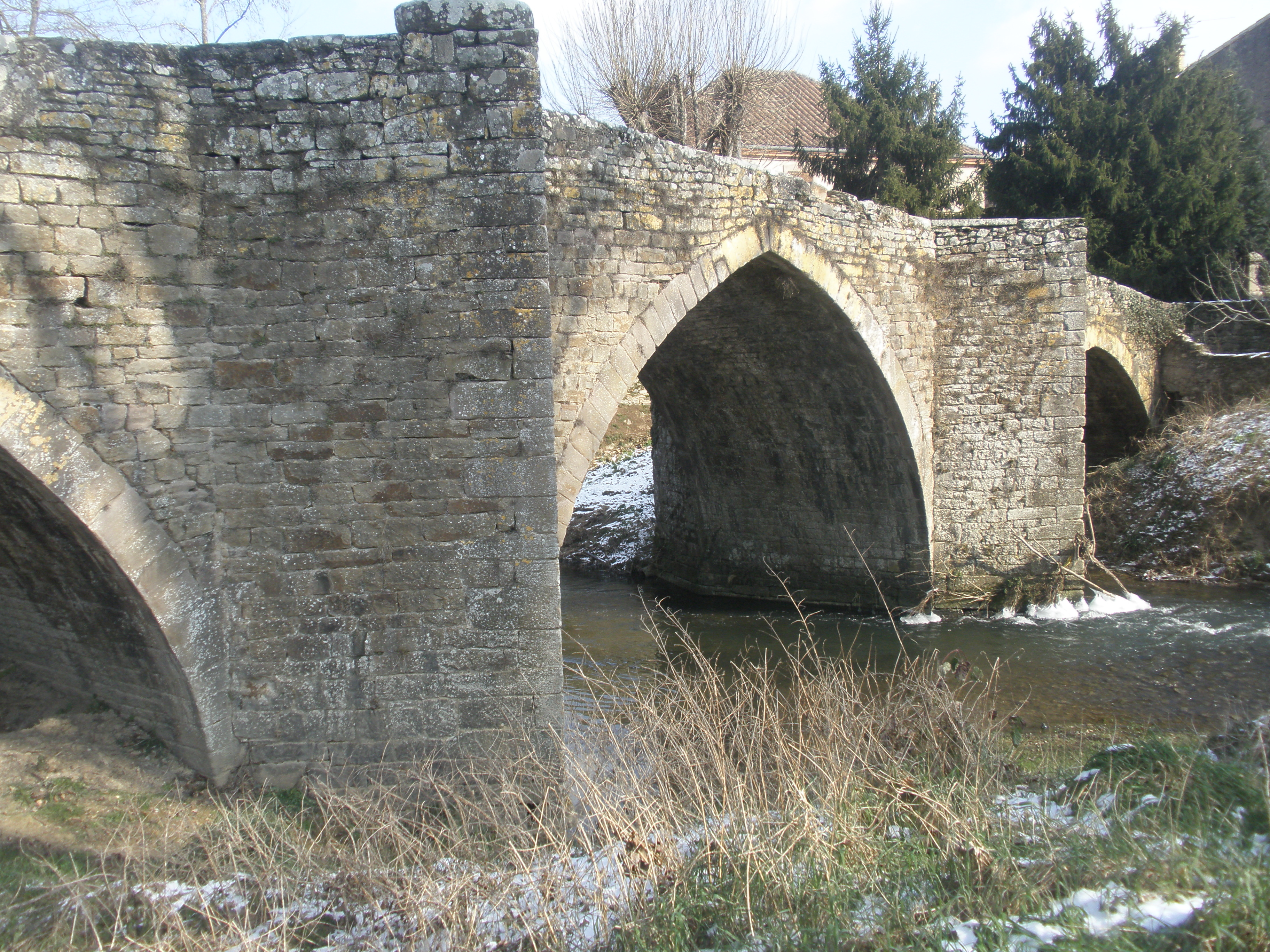
Мост Кандез